# 김춘희
김춘희(金春熙, 1855년 9월 14일 ~ 1926년 8월 19일)는 구한말의 고위관료이다. 일본제국의 귀족이다. 본관은 경주(慶州)이다.

## 학력
- 과거 급제

## 생애
본관은 경주로 본적지는 한성부 효자동이다. 본래 김승집의 아들이나 김항집에게 입적되었다. 개화파 문신인 김홍집에게는 조카가 된다.
1883년 과거에 병과(丙科) 6위로 급제한 뒤 예문관과 사간원에서 관직을 시작, 빠른 속도로 승진했다. 홍문관 부수찬과 성균관 대사성을 거쳐 1889년 이조참의를 맡았다. 1893년 도승지에 임명되었고, 1894년 갑오경장으로 숙부인 김홍집이 친일 내각을 조직해 집권했을 때는 황해도 관찰사로 발령 받았다.
이후 학부 협판과 궁내부 특진관, 국조보감 편집관 등을 지냈다. 1910년 승녕부 시종장으로서 일본에 가서 당시 황태자이던 순종을 만나고 돌아오기도 했다.
한일 병합 조약이 체결되자 일본 정부로부터 남작의 작위를 받고 덕수궁 찬시로 근무했으며, 1921년 조선총독부 중추원 개편 때는 중추원 참의에 임명되었다. 1915년에 다이쇼대례기념장, 1924년에 훈3등 서보장을 받았고, 사망 직후 정4위에 서위되었다.

## 사후
김 남작의 작위는 장남 김교신을 거쳐 손자인 김정록이 습작했다. 2002년 민족정기를 세우는 국회의원모임이 광복회와 함께 발표한 친일파 708인 명단에 포함되었고, 2007년 대한민국 친일반민족행위진상규명위원회가 발표한 친일반민족행위 195인 명단과 2008년에 발표된 민족문제연구소의 친일인명사전 수록예정자 명단에도 들어 있다.

## 가족 관계
- 증조부 : 김사식(金思植)
  - 조부 : 김영작(金永爵, 1802년 - 1868년)
    - 양부 : 김항집(金恒集, 요절)
      - 본인 : 김춘희(金春熙) 
        - 아들 : 김교신(金敎莘) - 조선귀족 남작
          - 손자 : 김정록(金正祿) - 조선귀족 남작
            - 종증손자 : 김우경(金遇敬) - 제6·7대 국회의원(민주공화당)

    - 생부 : 김승집(金升集)
    - 숙부 : 김홍집(金弘集) - 제1·3대 내각총리대신
      - 사촌 : 김경희(金敬熙)

    - 숙부 : 김증집(金證集)

## 같이 보기
- 조선총독부 중추원
- 김교신
- 김정록

## 참고 문헌
- 친일반민족행위진상규명위원회 (2007년 12월). 〈김춘희〉 (PDF). 《2007년도 조사보고서 II - 친일반민족행위결정이유서》. 서울. 77~86쪽쪽. 발간등록번호 11-1560010-0000002-10. [깨진 링크(과거 내용 찾기)]
- 김춘희(金春熙) - 한국학중앙연구원